# Pitthea mungi
Pitthea mungi är en fjärilsart som beskrevs av Carl Plötz 1880. Pitthea mungi ingår i släktet Pitthea och familjen mätare. Inga underarter finns listade i Catalogue of Life.